# ريتشارد سايمور
ريتشارد سايمور (بالإنجليزية: Richard Seymour)‏ هو لاعب كرة قدم أمريكية أمريكي، ولد في 6 أكتوبر 1979 في Gadsden, South Carolina ‏ في الولايات المتحدة.

## وصلات خارجية
- ريتشارد سايمور على موقع إي إس بي إن.كوم (أن.أف.أل)3
- ريتشارد سايمور على موقع مرجع كرة القدم المحترفة.كوم (الإنجليزية)